# Protolychnis
Protolychnis is een geslacht van vlinders van de familie Lecithoceridae.

## Soorten
- P. chlorotoma (Meyrick, 1914)
- P. maculata (Walsingham, 1881)
- P. trigonias (Meyrick, 1904)